# Waciny Laredj
Œuvres principales
Le Livre de l'émir 
 Le Royaume du papillon
  Les Doigts de Lolita
Waciny Laredj est un écrivain, romancier, critique littéraire et universitaire algérien né le 8 août 1954 à Tlemcen, qui écrit en arabe et en français. Son épouse est la poétesse algérienne Zineb Laouedj.

## Biographie
Après le décès de son père durant la guerre de libération algérienne, c'est sa grand-mère qui prendra soin de lui, sa mère étant dans l'obligation de travailler. Après l'obtention d'une licence de littérature arabe classique à Alger, il terminera ses études supérieures à Damas (capitale de la Syrie), ou il obtiendra un doctorat dans la même discipline. Waciny Laredj est enseignant de littérature moderne à l'université d'Alger jusqu'en 1994, date à laquelle il quitte l'Algérie pour s'installer en France.  La décennie noire qui aura provoqué son départ d'Algérie avec sa femme et leurs deux enfants, fourni la toile de fond de nombreux de ses écrits. 
Il enseigne  la littérature à la Sorbonne entre 1994 et 2024. Depuis son départ à la retraite, il continue de voyager à travers le monde, où il est invité en qualité d'expert à intervenir dans de nombreuses conférences. Peu reconnu dans le monde de la littérature francophone, c'est le monde arabe qui lui rend hommage régulièrement, notamment à travers de nombreux prix décernés et en saluant la place qu'il occupe dans le littérature du monde arabe au sens large.  

## Prix littéraires
Waciny Laredj a obtenu plusieurs distinctions dont :
- Prix Katara pour le roman arabe pour son roman Mamlakatu al faracha (Le royaume de papillon, 2015)[8]
- Prix de la Création littéraire arabe pour son roman Assabi' Lolita (Les Doigts de Lolita, 2013)
- Prix du Livre d'or du Salon international du livre d'Alger (2008)
- Prix du Cheikh Zayed des Lettres (2007)
- Grand Prix des libraires algériens en (2006)
- Prix international du roman arabe au Qatar pour son roman Sarab al charq (L'Orient des chimères, 2005)
- Prix du roman algérien pour l'ensemble de son œuvre (2001)

## Œuvres choisies

### Romans
- Nawwar al louz (Fleurs d'amandier), Dar Al Djamal. 1983
- Dhakiratu al ma (Mémoire de l'eau), Dar Al Djamal. 1997
- L'impasse des invalides, Espaces Libres. 1997.
- Maraya al dharir (Miroirs de l'aveugle), Golias. 1998
- Les Balcons de la mer du Nord, Actes Sud. 2001
- Le Sang de la vierge, Actes-Sud. 2001
- La Gardienne des ombres, Libre Poche. 2005
- Kitabu al Amir (Le Livre de l'émir), Dar Al Adab, Beirut. 2005
- Sonata li achbahi al quds (Les Fantômes de Jérusalem), Dar Al Adab. 2008
- Al bayt al andaloussi (La Maison andalouse), Dar Al Djamal. 2010
- Ramadu al charq (Les Cendres de l'Orient), 2 vol.. 2013
- Mamlakatu al faracha (Le Royaume de papillon), Dar Al Adab. 2013
- 2084, Hikayat al arabi al akhir (2084, Récit du dernier Arabe), Entreprise nationale des arts graphiques (ENAG), Alger. 2015
- Nissa'ou Casanova (Les Femmes de Casanova), Dar Al Adab, Beirut. 2016

### Essais
- Kabylie, Lumière des sens, Villeurbanne, Golias. 1998

### Beaux livres
- La poésie algérienne (Illustration de Rachid Koraïchi), Mango, Paris. 2003.

### Émissions télévisées
- Ahl Al Kitab (Gens du livre), émission littéraire sur l'ENTV.